# 汪克憲
汪克憲（?—?），字石樵，貴州綏陽縣人，清朝政治人物。
早年求學於貴山書院，道光二十九年（1849年）舉人。主講於懷陽的培其書院，与戴粟珍、主事吳秋帆、曾野亭齊名，時人稱爲“黔中五鳳”。